# Szudán címere
Szudán címere egy kígyászkeselyű fekete színnel és fehér tollakkal. A madár karmaiban egy fehér szalag látható, amelyre az ország nevét írták arabul. A madár feje felett az ország mottója olvasható: an-Naszr laná („Miénk a győzelem”), alatta pedig a Szudáni Köztársaság (Dzsumhúrija asz-Szúdán) felirat.
Az embléma egyiptomi hatást mutat. Egyiptom címerállata az úgynevezett Szaladin-sas, nem pedig keselyű, a szudáni címer kialakítása mégis egyértelműen Gamal Abden-Nasszer pánarab mozgalmára utal.